# Municipio de Agency (Iowa)
El municipio de Agency (en inglés: Agency Township) es un municipio ubicado en el condado de Wapello en el estado estadounidense de Iowa. En el año 2019 tenía una población de 648 habitantes y una densidad poblacional de 22,98 personas por km².

## Geografía
El municipio de Agency se encuentra ubicado en las coordenadas 40°59′43″N 92°19′11″O / 40.99528, -92.31972. Según la Oficina del Censo de los Estados Unidos, el municipio tiene una superficie total de 50,4 km², de la cual 49,37 km² corresponden a tierra firme y (2,04 %) 1,03 km² es agua.

## Demografía
Según el censo de 2010, había 1158 personas residiendo en el municipio de Agency. La densidad de población era de 22,98 hab./km². De los 1158 habitantes, el municipio de Agency estaba compuesto por el 96,98 % blancos, el 1,3 % eran amerindios, el 1,04 % eran asiáticos, el 0,09 % eran de otras razas y el 0,6 % eran de una mezcla de razas. Del total de la población el 1,47 % eran hispanos o latinos de cualquier raza.